# Nork-Marasch

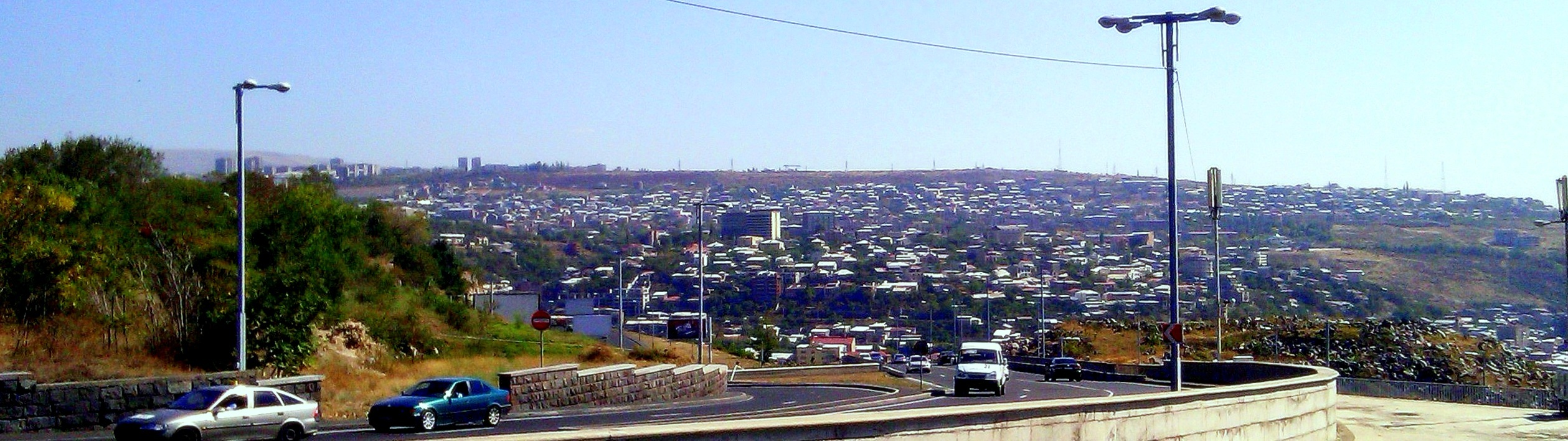
Panoramaaufnahme Nork-Maraschs (2013)

Nork-Marasch (armenisch Նորք-Մարաշ) ist ein Distrikt von Jerewan, der Hauptstadt der Republik Armenien. 2016 hatte Nork-Marasch eine Einwohnerzahl von 11.800. Mit einer Fläche von 4,6 km2 ist Nork-Marasch der kleinste der zwölf Stadtbezirke Jerewans. Nork-Marasch befindet sich östlich des Stadtzentrums.
Der Stadtteil wurde von Überlebenden des Völkermords an den Armeniern 1917 im Osmanischen Reich gegründet, die aus der Stadt Marasch in der heutigen Türkei vertrieben wurden.
In Nork-Marasch befinden sich der 311,7 m hohe Fernsehturm Jerewan, die öffentliche-rechtliche Rundfunkanstalt Armeniens ARMTV und das Lehrkrankenhaus Nork-Marash Medical Center.